# Élection présidentielle libérienne de 2011
L'élection présidentielle libérienne de 2011 a lieu le 11 octobre pour le premier tour et le 8 novembre 2011 pour le second afin d'élire le président et le vice-président de la république du Liberia. 
La présidente sortante, Ellen Johnson-Sirleaf, du Parti de l'unité, est réélue à la tête du pays au second tour avec plus de 90% des voix contre son principal opposant, Winston Tubman.

## Contexte
Candidate à la présidence de la République du Liberia pour le Parti de l'unité, Ellen Johnson-Sirleaf franchit le premier tour en octobre 2005 et se retrouve au second opposée à George Weah le 8 novembre. Selon les résultats définitifs publiés le 23 novembre, l'ancienne ministre des Finances recueille 59,4 % des voix lors du second tour du 8 novembre contre l'ex-vedette internationale du football, qui a obtenu 40,6 % des suffrages.
Ellen Johnson Sirleaf est investie présidente de la République, le 23 novembre 2005. Elle est la première femme élue à la présidence d'un pays africain.

## Candidats à la présidence
| - Charles Brumskine — Liberty Party (LP) - Ellen Johnson-Sirleaf — Parti de l'unité (PU), présidente de la République sortante - Winston Tubman — Congrès pour le changement démocratique (CDC), neveu de l'ancien président William Tubman |

## Résultats
| Candidats                                                | 1er tour  | 1er tour | 2e tour | 2e tour |
| Candidats                                                | Voix      | %        | Voix    | %       |
| -------------------------------------------------------- | --------- | -------- | ------- | ------- |
| Ellen Johnson-Sirleaf - Parti de l'unité                 | 530 020   | 43.9     | 607 618 | 90,7    |
| Winston Tubman - Congrès pour le changement démocratique | 394 370   | 32,7     | 62 207  | 9,3     |
| Prince Johnson - National Union for Democratic Progress  | 139 789   | 11,6     |         |         |
| Charles Brumskine - Liberty Party                        | 65 800    | 5,5      |         |         |
| Votes blancs ou nuls                                     | 82 074    | 6,4      | 24 587  | 3,5     |
| Total des votes                                          | 1 288 716 | 100      | 669 825 | 100     |
| Participation                                            | 71,6      | 71,6     | 38,6    | 38,6    |

## Conséquences
Ellen Johnson-Sirleaf remporte l’élection présidentielle de 2011, alors que son opposant, Winston Tubman, a appelé au boycott (dénonçant notamment des fraudes), ce qui induit un faible taux de participation aux votes de 37,4 %. Elle est investie le lundi 16 janvier 2012 pour un second mandat à la tête de son pays. La secrétaire d’État américaine Hillary Clinton et plusieurs présidents de la région sont présents à la cérémonie.